# Pleuropetalum darwinii
Pleuropetalum darwinii är en amarantväxtart som beskrevs av Joseph Dalton Hooker. Pleuropetalum darwinii ingår i släktet Pleuropetalum och familjen amarantväxter. Inga underarter finns listade i Catalogue of Life.

## Bildgalleri

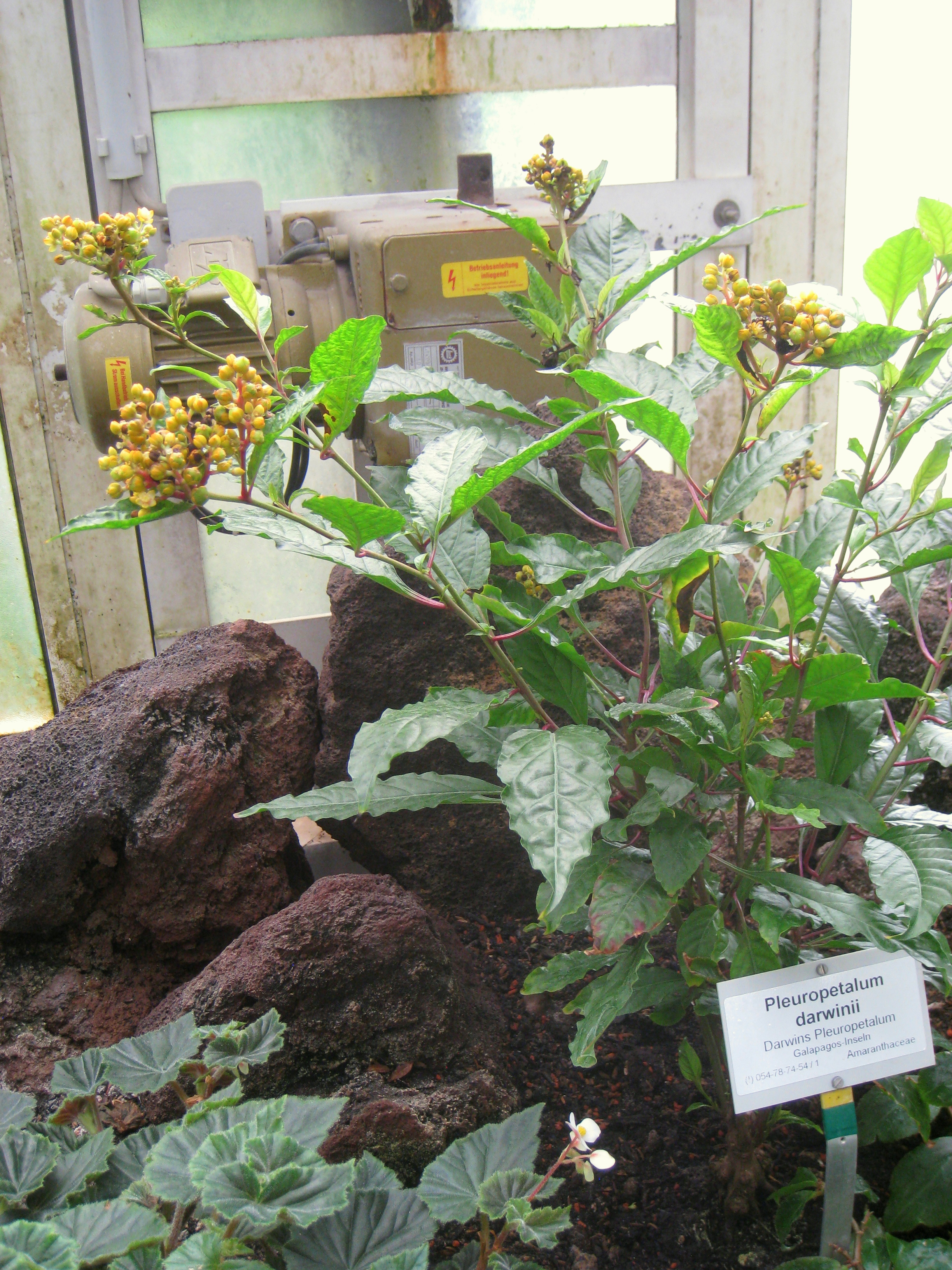